# Tropidiplosis pectinata
Tropidiplosis pectinata är en tvåvingeart som beskrevs av Gagne 1973. Tropidiplosis pectinata ingår i släktet Tropidiplosis och familjen gallmyggor.
Artens utbredningsområde är Minnesota. Inga underarter finns listade i Catalogue of Life.